# برایکوواتس (کروشواتس)
برایکوواتس (به صربی: Brajkovac) یک منطقهٔ مسکونی در صربستان است که در ناحیه راسینا واقع شده‌است. برایکوواتس ۳۶۷ نفر جمعیت دارد.